# Батолит
Батолитите представляват находища на интрузивни скали в земната кора с огромни размери, образуват ядките на големите планински системи в света, простират се на стотици километри по дължината на главното структурно направление и са широки десетки и дори стотици километри. Разкритата им повърхност надхвърля 100 km2, дължината надвишава 2 000 km, а ширината достига стотици километри. Това са най-големите плутони, обширни и многообемни, със стръмни вертикални стени, остро наклонени спрямо вместващите скали и с неправилна външна форма. Батолити с площ по-малка от 100 km2 се наричат щокове. Названието произлиза от гръцките думи βάθος, означаващо „дълбочина“ и λιθος – камък.

## Формиране
Батолитите се образуват на голяма дълбочина в земните недра, най-често в нагънатите зони, в ядрата на антиклинориите (комплексни гънкови структури), където магмата застива, вложена между седиментни скали. Обикновено такива тела се внедряват в орогенните зони, подвижните области от земната кора, където се формират планините, на дълбочина от 5 до 30 km. Израстъци от магменото тяло могат да проникват и в околните скали, а вътрешният строеж на образуванието е сложен. Дънните повърхности на батолитите често липсват. Взаимоотношенията с вместващите скали зависят от разстоянието до източника на магмообразуване.
Повечето батолити навлизат в планинските гънки и дължината им се простира по доминиращата ос на планинската верига. При скалите, в близост до батолита, се наблюдава контактен метаморфизъм, а понякога и образуване на разседи. Те обикновено се свързват с граничните области на литосферните плочи, където, по време на периоди на субдукция, взаимодействието между плочите може да повиши температурата достатъчно, за да се разтопи скалната маса в голям мащаб и да образува дълбоки магмени камери. Тъй като при субдукцията една континентална плоча се подпъхва под друга, те започват да се топят на мястото на триене. Така се образуват множество плутони, които могат да формират вулканична верига.
Смятало се е, че батолитите са внедрени като единични големи магмени тела. Подробното картиране на големите планински масиви доказва, че те не представляват единична голяма интрузия, а са изградени от стотици, свързани помежду си, по-малки интрузии, които се различават по време на образуване, състав и размер. Всички заедно съставят батолита, един от главните продукти на орогенния цикъл. Образуването на големите батолити става от дълга поредица от магмени интрузии, вместени по различно време. Поради това, често в рамките на батолита могат да се разграничат много по-малки плутони. Част от включените в общия батолитов комплекс плутони са с размерите и формата на щокове. Много от тези щокове могат да са само малки издутини на магмата, която, проправяйки си път нагоре, се разклонява от отдолу лежащия батолит, неразкрил се още на повърхността от ерозията.
Някои теории на генезиса на гранитите отреждат на батолитите много сериозна роля. Предполагало се е, че базалтовата магма се внедрява в земната кора под формата на гигантски магмен клин, поглъща огромни блокове от киселата кора и придобива гранитен състав. По други мнения, магмата претърпява кристализационна диференциация, в резултат на която на върха на батолита се формират гранитни породи, а останалата част от нея се спуска в подкоровите области. Детайлните геофизически изследвания, проведени през последните 15 – 20 години, не потвърждават тези теория. Оказва се, че всички гранитни тела имат метаморфна основа, различни форми, ограничена мощност и са формирани при последователни магмени интрузии.
При вертикално издигане и денудация батолитите могат да бъдат разкрити над земната повърхност, на която образуват изпъкнали форми на релефа. Тези области достигат до повърхността благодарение на континенталното издигане, действащо в продължение на много десетки и стотици милиони години и подпомогнати от процеса на ерозия. Тези процеси са извадили на повърхността дълбоко заровените батолити в много области на Земята. Когато ерозията разкрие скала, формирана на голяма дълбочина, кристалната ѝ структури реагира с намаляване на натоварването и се разшиярва, което прави плутоничните скали податливи на ексфолиативни атмосферни влияния.

## Състав
Тъй като магмата се охлажда и формира батолити под земната повърхност, те имат едрозърнеста текстура. Обикновено батолитите са изградени от гранити, гранодиорити, диорити, габро и кварц-монцонитни скали, внедрени сред седиментни пластове. Съставът им е свързан с периодите на орогенеза и тектониката на плочите. С тях обикновено са свързани находища на редица руди, суровина за добив на олово, волфрам, калай, злато и много други метали. Например батолитът на Сиера Невада не само формира голяма планинска верига, но също така е причина и за находищата от злато в Калифорния.

## Видове
- Катазонални – асоциират се с метаморфни скали, при които минералите и структурите предполагат много високи стойности на налягането и температурата по време на тяхното формиране. Откриват се близо до местата на топене на земната кора в коренните зони на големите пояси на планинообразуване. Контактите с околните скали са дифузни, с широки зони от смесени скали, наречени мигматити, част от които има вид на магматични, а друга – на метаморфни скали. Шистозността вътре в тези плутони и в техните вместващи скали е субпаралелна, което сочи, че тектониката и образуването на плутона са едновременни.[2]
- Епизонални – те са резултат от охлаждането на магма, която се е издигнала нагоре от мястото, в което се е образувала и е достигнала до по-плитките и по-студени части на кората. Те са дискордантни, несъгласувани (пресичащи) с вместващите ги скали и с ориентацията на регионалния строеж. Повечето от тях не притежават вътрешни текстури на течение. Контактът с вместващите скали е рязък и често горещ, със зони, в които се появяват скали с относително дребнозърнест фациес. Често с такъв тип батолити асоциират щокове и вулканични комплекси.[2]
- Мезозонални – имат междинни характеристики между първите два типа. Заобиколени са от метаморфни скали с доста ниска степен на метаморфизъм. Контактите с околните скали са резки и могат да бъдат както конкордантни, така и дискордантни, а мигматити обикновено отсъстват. Наблюдават се умерени деформации във вместващите скали, а при гранитоидите могат да са изявени и първични линии на течение.[2]

## Примери
Един от най-големите батолити в света е този на крайбрежната планинска верига, простираща се по тихоокеанското крайбрежие на Западна Канада и Аляска, който има дължина от 1 800 km и се простира на площ от 182 500 km2. Големи известни батолити са тези в Айдахо, с площ от 45 000 km2 и Сиера Невада с площ от 40 000 km2. Андският батолит е дълъг 1 200 km и е широк около 100 km. Батолитът North Pennine лежи под североизточната част на Англия, създаден преди около 400 милиона години, в началото на девона и се състои от пет плутона – Tynehead, Scordale, Rowlands Gill, Cornsay и Weardale. Крайбрежният батолит на Перу е внедрен в един интервал от 60 – 70 милиона години, а отделните съставляващи го плутони са около 1000 на брой.
В България са известни няколко сравнително неголеми батолити:
- Рило-Западнородопският батолит е изграден основно от палеозойски гранодиорити и биотитови гранити, представляващи разнообразни по условия на внедряване, форма и възраст плутони. Горнокредните биотитови гранити са внедрени като самостоятелни тела в батолита, като по-широко разпространение имат в Рила.[10] Частта му в западните Родопи е изградена от гранодиорити, гранити и аплитоидни гранити и е богата на везувианит във вид на плътни или лъчисти агрегати.[2][11]
- По-голямата част от Сакар също е изградена от гранитен батолит с палеозойска възраст, ограден от метаморфна мантия от гнайси, амфиболити, шисти и други, които са значително натрошени.[12]
- Ядрото на Същинска Средна гора е изградено от гранитен батолит, вложен предимно в гнайси и амфиболити.[13]